# Wijken en buurten in Barneveld
De Nederlandse gemeente Barneveld is voor statistische doeleinden onderverdeeld in wijken en buurten. De gemeente is verdeeld in de volgende statistische wijken:
- Wijk 00 Barneveld (CBS-wijkcode:020300)
- Wijk 01 Voorthuizen (CBS-wijkcode:020301)
- Wijk 02 Garderen-Kootwijk (CBS-wijkcode:020302)

Een statistische wijk kan bestaan uit meerdere buurten. Onderstaande tabel geeft de buurtindeling met kentallen volgens het Centraal Bureau voor de Statistiek (2008):
| CBS-buurtcode | Buurtnaam                         | Inwonertal | Opp. totaal (ha) | Opp. land (ha) | Ligging                |
| ------------- | --------------------------------- | ---------- | ---------------- | -------------- | ---------------------- |
| BU02030000    | Barneveld-Centrum                 | 1100       | 24               | 24             | Locatie in de gemeente |
| BU02030001    | Barneveld-Noord                   | 5530       | 184              | 182            | Locatie in de gemeente |
| BU02030002    | Barneveld-West                    | 4430       | 84               | 84             | Locatie in de gemeente |
| BU02030003    | Barneveld-Zuidwest                | 4230       | 83               | 83             | Locatie in de gemeente |
| BU02030004    | Barneveld-Zuidoost                | 8630       | 214              | 213            | Locatie in de gemeente |
| BU02030005    | De Glind                          | 380        | 39               | 39             | Locatie in de gemeente |
| BU02030006    | Industriegebied                   | 380        | 643              | 640            | Locatie in de gemeente |
| BU02030007    | Verspreide huizen De Glind        | 270        | 572              | 572            | Locatie in de gemeente |
| BU02030008    | Verspreide huizen Achterveld      | 130        | 324              | 322            | Locatie in de gemeente |
| BU02030009    | Verspreide huizen Barneveld       | 5150       | 2444             | 2438           | Locatie in de gemeente |
| BU02030100    | Voorthuizen-Noord                 | 3920       | 136              | 136            | Locatie in de gemeente |
| BU02030101    | Voorthuizen-Zuid                  | 4340       | 183              | 183            | Locatie in de gemeente |
| BU02030102    | Zwartebroek                       | 810        | 30               | 30             | Locatie in de gemeente |
| BU02030103    | Terschuur                         | 760        | 45               | 45             | Locatie in de gemeente |
| BU02030107    | Verspreide huizen Terschuur       | 750        | 1284             | 1266           | Locatie in de gemeente |
| BU02030108    | Verspreide huizen Zwartebroek     | 450        | 691              | 690            | Locatie in de gemeente |
| BU02030109    | Verspreide huizen Voorthuizen     | 1580       | 1994             | 1957           | Locatie in de gemeente |
| BU02030200    | Kootwijkerbroek                   | 1820       | 95               | 95             | Locatie in de gemeente |
| BU02030201    | Stroe                             | 680        | 32               | 32             | Locatie in de gemeente |
| BU02030202    | Garderen                          | 1420       | 66               | 66             | Locatie in de gemeente |
| BU02030203    | Kootwijk                          | 130        | 16               | 16             | Locatie in de gemeente |
| BU02030206    | Verspreide huizen Kootwijk        | 150        | 3170             | 3165           | Locatie in de gemeente |
| BU02030207    | Verspreide huizen Garderen        | 570        | 1285             | 1285           | Locatie in de gemeente |
| BU02030208    | Verspreide huizen Kootwijkerbroek | 3020       | 2422             | 2422           | Locatie in de gemeente |
| BU02030209    | Verspreide huizen Stroe           | 760        | 696              | 696            | Locatie in de gemeente |
| BU02030210    | Verspreide huizen Stroesche Zand  | 90         | 919              | 919            | Locatie in de gemeente |